# Porsche Carrera Cup France 2014
Navigation
2013 2015
La Porsche Carrera Cup France 2014 est la 28e saison de ce championnat qui a lieu dans le cadre du GT Tour.
Le championnat est composé d'un plateau coupé en 2, le championnat "A" pour les pilotes professionnels et le championnat "B" pour les pilotes amateurs et les pilotes gentlemen.
La grande nouveauté est l'arrivée du nouveau châssis made in Wiessach, la Porsche 991 GT3 Cup.

## Repères de débuts de saison
Système de points
| Système de Points | Système de Points | Système de Points | Système de Points | Système de Points | Système de Points | Système de Points | Système de Points | Système de Points | Système de Points | Système de Points | Système de Points | Système de Points | Système de Points | Système de Points | Système de Points |
| Position          | Position          | Position          | Position          | Position          | Position          | Position          | Position          | Position          | Position          | Position          | Position          | Position          | Position          | Position          |                   |
| 1er               | 2eme              | 3eme              | 4eme              | 5eme              | 6eme              | 7eme              | 8eme              | 9eme              | 10eme             | 11eme             | 12eme             | 13eme             | 14eme             | 15eme             |                   |
| ----------------- | ----------------- | ----------------- | ----------------- | ----------------- | ----------------- | ----------------- | ----------------- | ----------------- | ----------------- | ----------------- | ----------------- | ----------------- | ----------------- | ----------------- | ----------------- |
| 20                | 18                | 16                | 14                | 12                | 10                | 9                 | 8                 | 7                 | 6                 | 5                 | 4                 | 3                 | 2                 | 1                 |                   |

1 point supplémentaire est attribué à l'auteur de la pole position et autre à l'auteur du meilleur tour en course.
Le système est le même pour le championnat B (amateurs).

## Engagés
Le modèle utilisé change et passe de la Porsche 997 GT3 Cup à la Porsche 991 GT3 Cup.
| Equipe                  | Voiture             | No. | Pilote                | Cat. | Manches |
| ----------------------- | ------------------- | --- | --------------------- | ---- | ------- |
| Larbre Compétition      | Porsche 991 GT3 Cup | 1   | Gaël Castelli         | A    | 1-3     |
| Larbre Compétition      | Porsche 991 GT3 Cup | 07  | Antoine Lepesqueux    | A    | 1-3     |
| Sébastien Loeb Racing   | Porsche 991 GT3 Cup | 2   | Maxime Jousse         | A    | 1-3     |
| Sébastien Loeb Racing   | Porsche 991 GT3 Cup | 4   | Sacha Bottemanne      | A    | 1-3     |
| Sébastien Loeb Racing   | Porsche 991 GT3 Cup | 11  | Roar Lindland         | B    | 1-3     |
| @LoebRacing             | Porsche 991 GT3 Cup | 9   | Joffrey De Narda      | A    | 1-3     |
| @LoebRacing             | Porsche 991 GT3 Cup | 85  | Nicolas Marroc        | A    | 1-3     |
| @LoebRacing             | Porsche 991 GT3 Cup | 911 | Christophe Lapierre   | B    | 1-3     |
| Racing Technology       | Porsche 991 GT3 Cup | 3   | Alexandre Cougnaud    | A    | 1-3     |
| Racing Technology       | Porsche 991 GT3 Cup | 5   | Lonni Martins         | A    | 1-3     |
| Racing Technology       | Porsche 991 GT3 Cup | 7   | Vincent Beltoise      | A    | 1-3     |
| Racing Technology       | Porsche 991 GT3 Cup | 44  | Christophe Hamon      | A    | 1-3     |
| IMSA Performance Matmut | Porsche 991 GT3 Cup | 6   | Nicolas Armindo       | A    | 1-3     |
| IMSA Performance Matmut | Porsche 991 GT3 Cup | 14  | Jimmy Antunes         | A    | 1-3     |
| IMSA Performance Matmut | Porsche 991 GT3 Cup | 76  | Laurent Pasquali      | B    | 1-3     |
| Speedlover              | Porsche 991 GT3 Cup | 8   | Jean Glorieux         | B    | 1-3     |
| Speedlover              | Porsche 991 GT3 Cup | 16  | Erik Glorieux         | B    | 2       |
| Yvan Muller Racing      | Porsche 991 GT3 Cup | 10  | Romain Monti          | A    | 1-3     |
| Yvan Muller Racing      | Porsche 991 GT3 Cup | 18  | Steven Palette        | A    | 1-3     |
| Yvan Muller Racing      | Porsche 991 GT3 Cup | 55  | Christian Jaquillard  | B    | 1-3     |
| Cardeco Racing          | Porsche 991 GT3 Cup | 12  | Massimo Monti         | A    | 1-2     |
| Cardeco Racing          | Porsche 991 GT3 Cup | 12  | Jean-Philippe Dayraut | A    | 3       |
| Tsunami RT              | Porsche 991 GT3 Cup | 13  | Oleksander Gaidai     | B    | 1-2     |
| Tsunami RT              | Porsche 991 GT3 Cup | 15  | Rino Mastronardi      | B    | 2       |
| Martinet by Alméras     | Porsche 991 GT3 Cup | 24  | Marc Cattaneo         | B    | 1-3     |
| Martinet by Alméras     | Porsche 991 GT3 Cup | 88  | Côme Ledogar          | A    | 1-3     |
| RMS                     | Porsche 991 GT3 Cup | 56  | Tom Dillmann          | A    | 1-3     |
| Graff Racing            | Porsche 991 GT3 Cup | 91  | Alex Loan             | A    | 1       |
| Graff Racing            | Porsche 991 GT3 Cup | 92  | Eric Trouillet        | B    | 1       |

| Icône | Catégorie                |
| ----- | ------------------------ |
| A     | Championnat A            |
| B     | Championnat B (amateurs) |

## Calendrier de la saison 2014
Pour célébrer le retour officiel de Porsche (en LMP1) aux 24h du mans, une manche hors championnat aura lieu en ouverture des prestigieuse 24 heures du Mans dans le cadre du WEC, le championnat du monde d'endurance.
| Manche | Manche | Date         | Événement                    | Circuit                       | Lieu         | Pays                               |
| ------ | ------ | ------------ | ---------------------------- | ----------------------------- | ------------ | ---------------------------------- |
| 1      | C1     | 26 avril     | GT Tour Le Mans              | Circuit Bugatti               | Le Mans      | Pays de la Loire, France           |
| 1      | C2     | 27 avril     | GT Tour Le Mans              | Circuit Bugatti               | Le Mans      | Pays de la Loire, France           |
| 2      | C1     | 18 mai       | ELMS 4H Imola                | Autodromo Enzo e Dino Ferrari | Imola        | Émilie-Romagne, Italie             |
| 2      | C2     | 18 mai       | ELMS 4H Imola                | Autodromo Enzo e Dino Ferrari | Imola        | Émilie-Romagne, Italie             |
| 3      | C1     | 30 mai       | GT Tour Lédenon              | Circuit de Lédenon            | Lédenon      | Languedoc-Roussillon, France       |
| 3      | C2     | 1er juin     | GT Tour Lédenon              | Circuit de Lédenon            | Lédenon      | Languedoc-Roussillon, France       |
| 4      | C1     | 6 septembre  | GT Tour Magny-Cours          | Circuit de Nevers Magny-Cours | Magny-Cours  | Bourgogne, France                  |
| 4      | C2     | 7 septembre  | GT Tour Magny-Cours          | Circuit de Nevers Magny-Cours | Magny-Cours  | Bourgogne, France                  |
| 5      | C1     | 27 septembre | GT Tour Grand Prix de Nogaro | Circuit Paul Armagnac         | Nogaro       | Midi-Pyrénées, France              |
| 5      | C2     | 28 septembre | GT Tour Grand Prix de Nogaro | Circuit Paul Armagnac         | Nogaro       | Midi-Pyrénées, France              |
| 6      | C1     | 25 octobre   | Finale GT Tour Paul-Ricard   | Circuit Paul Ricard           | Le Castellet | Provence-Alpes-Côte d'Azur, France |
| 6      | C2     | 26 octobre   | Finale GT Tour Paul-Ricard   | Circuit Paul Ricard           | Le Castellet | Provence-Alpes-Côte d'Azur, France |

| Manche | Manche | Date    | Événement         | Circuit               | Lieu    | Pays                     |
| ------ | ------ | ------- | ----------------- | --------------------- | ------- | ------------------------ |
| HC     | HC     | 14 juin | 24 Heures du Mans | Circuit des 24 Heures | Le Mans | Pays de la Loire, France |

## Résultats de la saison 2014
| Manche | Manche | Événement                    | Pole position   | Meilleur tour | Pilote vainqueur | Équipe gagnante         | Vainqueur "B"       |
| ------ | ------ | ---------------------------- | --------------- | ------------- | ---------------- | ----------------------- | ------------------- |
| 1      | C1     | GT Tour Le Mans              | Maxime Jousse   | Gaël Castelli | Côme Ledogar     | Martinet by Alméras     | Christophe Lapierre |
| 1      | C2     | GT Tour Le Mans              | Maxime Jousse   | Maxime Jousse | Nicolas Armindo  | IMSA Performance Matmut | Laurent Pasquali    |
| 2      | C1     | ELMS 4H Imola                | Côme Ledogar    | Tom Dillmann  | Côme Ledogar     | Martinet by Alméras     | Laurent Pasquali    |
| 2      | C2     | ELMS 4H Imola                | Côme Ledogar    | Tom Dillmann  | Tom Dillmann     | RMS                     | Jean Glorieux       |
| 3      | C1     | GT Tour Lédenon              | Nicolas Armindo | Maxime Jousse | Côme Ledogar     | Martinet by Alméras     | Laurent Pasquali    |
| 3      | C2     | GT Tour Lédenon              | Tom Dillmann    | Maxime Jousse | Maxime Jousse    | Sébastien Loeb Racing   | Christophe Lapierre |
| 4      | C1     | GT Tour Magny-Cours          | Côme Ledogar    | Maxime Jousse | Côme Ledogar     | Martinet by Alméras     | Christophe Lapierre |
| 4      | C2     | GT Tour Magny-Cours          | Côme Ledogar    | Côme Ledogar  | Côme Ledogar     | Martinet by Alméras     | Oleksander Gaidai   |
| 5      | C1     | GT Tour Grand Prix de Nogaro | Maxime Jousse   | Maxime Jousse | Maxime Jousse    | Sébastien Loeb Racing   | Pays inconnu        |
| 5      | C2     | GT Tour Grand Prix de Nogaro | Tom Dillmann    | Tom Dillmann  | Côme Ledogar     | Martinet by Alméras     | Pays inconnu        |
| 6      | C1     | Finale GT Tour Paul-Ricard   | Côme Ledogar    | Côme Ledogar  | Maxime Jousse    | Sébastien Loeb Racing   | Pays inconnu        |
| 6      | C2     | Finale GT Tour Paul-Ricard   | Côme Ledogar    | Tom Dillmann  | Tom Dillmann     | RMS                     | Pays inconnu        |

| Manche | Manche | Événement             | Pole position | Meilleur tour | Pilote vainqueur | Équipe gagnante | Vainqueur "B"    |
| ------ | ------ | --------------------- | ------------- | ------------- | ---------------- | --------------- | ---------------- |
| HC     | HC     | WEC 24 Heures du Mans | Kévin Estre   | Kévin Estre   | Ben Barker       | Parr Motorsport | Laurent Pasquali |

## Classement saison 2014

### Classement Championnat "A"
| Classement | N°  | Nom Prénom           | Pays | Team                    | Total |
| 1          | 88  | Ledogar Come         | FRA  | Team Martinet - Alméras | 189   |
| 2          | 2   | Jousse Maxime        | FRA  | Sebastien Loeb Racing   | 184   |
| 3          | 56  | Dillmann Tom         | FRA  | Racing Technology       | 144   |
| 4          | 1   | Castelli Gael        | FRA  | Larbre Compétition      | 143   |
| 5          | 14  | Antunes Jimmy        | SUI  | Imsa Performance Matmut | 118   |
| 6          | 7   | Beltoise Vincent     | FRA  | Racing Technology       | 63    |
| 7          | 6   | Armindo Nicolas      | FRA  | Imsa Performance Matmut | 61    |
| 8          | 18  | Palette Steven       | FRA  | Yvan Muller Racing      | 61    |
| 9          | 5   | Martins Lonni        | POR  | Racing Technology       | 59    |
| 10         | 85  | Marroc Nicolas       | FRA  | @LoebRacing             | 48    |
| 11         | 10  | Monti Romain         | FRA  | Yvan Muller Racing      | 47    |
| 12         | 3   | Cougnaud Alexandre   | FRA  | Racing Technology       | 46    |
| 13         | 9   | De Narda Joffrey     | FRA  | @LoebRacing             | 37    |
| 14         | 911 | Lapierre Christophe  | FRA  | @LoebRacing             | 31    |
| 15         | 76  | Pasquali Laurent     | FRA  | Imsa Performance Matmut | 27    |
| 16         | 12  | Monti Massimo        | ITA  | Cardeco Racing          | 18    |
| 17         | 8   | Glorieux Jean        | BEL  | Speed Lover             | 17    |
| 18         | 13  | Gaidai Oleksander    | UKR  | Tsunami RT              | 13    |
| 19         | 11  | Lindland Roar        | NOR  | Sebastien Loeb Racing   | 11    |
| 20         | 4   | Bottemanne Sacha     | FRA  | Sebastien Loeb Racing   | 9     |
| 21         | 44  | Hamon Christophe     | FRA  | Racing Technology       | 7     |
| 21         | 92  | Trouillet Eric       | FRA  | Graff                   | 7     |
| 23         | 07  | Lepesqueux Antoine   | FRA  | Larbre Compétition      | 2     |
| 24         | 91  | Loan Alex            | AND  | Graff                   | 0     |
| 24         | 55  | Jaquillard Christian | SUI  | Yvan Muller Racing      | 0     |
| 24         | 24  | Cattaneo Marc        | FRA  | Team Martinet - Alméras | 0     |

### Classement Championnat "Jeunes talents / Rookies"
| Classement | N° | Nom Prénom         | Pays | Team                    | Total |
| 1          | 14 | Antunes Jimmy      | SUI  | Imsa Performance Matmut | 196   |
| 2          | 9  | De Narda Joffrey   | FRA  | @LoebRacing 180         |       |
| 3          | 18 | Palette Steven     | FRA  | Yvan Muller Racing      | 176   |
| 4          | 9  | Cougnaud Alexandre | FRA  | Racing Technology       | 166   |
| 5          | 58 | Dillmann Tom       | FRA  | RMS                     | 164   |
| 6          | 07 | Lepesqueux Antoine | FRA  | Larbre Compétition      | 142   |
| 7          | 91 | Loan Alex          | AND  | Graff                   | 9     |